# Carl Fielgraf
Carl Ludwig Fielgraf (* 1804 in Berlin, Mark Brandenburg, Königreich Preußen; † 7. Oktober 1865 ebenda) war ein deutscher Porträt-, Genre- und Historienmaler der Düsseldorfer Schule.

## Leben
Fielgraf war in seiner Vaterstadt Berlin zunächst Schüler auf Zeichenschulen und ab 1818 bei Karl Wilhelm Wach, ehe er 1832 nach Düsseldorf an die Königlich Preußische Kunstakademie wechselte. Dort war er bis ins Schuljahr 1834 Schüler in der 1. Klasse unter Akademie-Direktor Wilhelm Schadow. 1834 stellte er in Düsseldorf aus. Dann kehrte er nach Berlin zurück.
Zur Berliner Kunstausstellung 1834 trat Fielgraf mit den Gemälden Die kranke Frau und Die Heilige Elisabeth auf, die Atanazy Raczyński in dem 1836 erschienenen Band Düsseldorf und das Rheinland seiner Geschichte der neueren deutschen Kunst als „Gemälde der Düsseldorfer Schule“ besprach. Der Kunsthistoriker Georg Kaspar Nagler befand 1837, dass sich Fielgraf durch Genrebilder und historische Stücke „einen bedeutenden Ruf“ erworben habe.